# 10000
Diecimila (10000) è il numero naturale dopo il 9999 e prima del 10001.
Indicato in notazione scientifica come 104 oppure come 1 E4 o ancora come 1 E+4.

## Miriade e prefisso miria-
Nell'antica Grecia si utilizzava il termine miriade (μύριοι) per definire 10 000 unità.
Da esso il prefisso ormai obsoleto miria- con il quale indicare grandezze pari a 10 000 volte l'unità di misura; ad esempio miriametro per indicare 10 000 metri.

## Nome
Molte lingue hanno una parola specifica per questo numero.
- inglese: myriad
- greco antico: μύριοι
- ebraico: רבבה (revava)
- aramaico: ܪܒܘܬܐ
- cinese: 萬/万 (mandarino wàn, cantonese maan)
- giapponese: 万/萬 (man)
- coreano: 万/만/萬 (man)
- tailandese: หมื่น (meun)

## Proprietà matematiche
- È un numero composto da 25 divisori: 1, 2, 4, 5, 8, 10, 16, 20, 25, 40, 50, 80, 100, 125, 200, 250, 400, 500, 625, 1000, 1250, 2000, 2500, 5000, 10000. Poiché la somma dei suoi divisori (escluso il numero stesso) è 14211 > 10000, è un numero abbondante.
- È il quadrato di 100.
- È la radice quadrata di 100 000 000.
- È il primo numero decimale a cinque cifre.
- Un miriagono è un poligono con 10000 lati.
- È un numero di Harshad nel sistema numerico decimale.
- È un numero felice.
- È un numero odioso.

## Altri significati legati a questo numero
- Diecimila è il numero di militari protagonisti dell'Anabasi di Senofonte.
- Diecimila è uno dei nomi con cui era conosciuta la guardia reale persiana.
- L'anno 10000 a.C. o il X millennio a.C.
- Il film 10.000 AC
- La locuzione orientale "diecimila anni".